# شیبا اینو (ارز دیجیتال)
شیبا اینو (به انگلیسی: Shiba Inu) به اختصار شیب، که به صورت غیررسمی با نام شیبا توکن نیز شناخته می‌شود؛ یک رمزارز غیر متمرکز است که در اوت ۲۰۲۰ توسط یک شخص ناشناس، ملقب به «ریوشی» ایجاد شد.این توکن روی بسترستر بلاکچین اتریوم ساخته شده هست  
شیبا اینو (به ژاپنی: 柴犬) یک نام ژاپنی برای یک نژاد سگ است؛ تصویر این سگ در لوگوی دوج‌کوین نیز به کار رفته است؛ دوج‌کوین یک رمزارز است که بر اساس میم دوج ساخته شده است.
شیبا اینو در اوت ۲۰۲۰ با الگو برداری از دوج‌کوین توسط فردی ناشناس ملقب به «ریوشی» ایجاد شد.
طبق گفته وب سایت توسعه‌دهنده، این یک توکن رمزنگاری شده (بر اساس استاندارد ERC20 اتریوم) است و به کاربران اجازه می‌دهد با پرداخت مبالغی نه چندان زیاد، میلیون‌ها و شاید میلیاردها عدد از این توکن را خریداری کنند. یک صرافی غیر متمرکز با نام شیباسواپ نیز توسط سازنده همین رمز ارز ساخته شده که برای تبدیل انواع کوین و توکن به شیبا اینو کاربرد دارد. سازنده، ارز دیجیتال شیبا اینو را قاتل دوج کوین خطاب می‌کند و معتقد است در زمانی کوتاه، در رقابت از آن جلوتر خواهد زد.